# Genoplesium confertum
Genoplesium confertum är en orkidéart som beskrevs av David Lloyd Jones. Genoplesium confertum ingår i släktet Genoplesium och familjen orkidéer.
Artens utbredningsområde är Queensland. Inga underarter finns listade i Catalogue of Life.